# Tempel 2
Tempel 2, också känd som 10P/Tempel 2, är en periodisk komet som upptäcktes av Ernst Tempel den 4 juli 1873 i Milano. 
Kometen var som ljusast i juli och var observerbar fram till oktober. Man konstaterade att detta var en ny kortperiodisk komet som hade en omloppstid på 5,16 år.
1878 var det åter Tempel som först hittade kometen. Man har lyckats observera den vid varje fördelaktigt periheliepassage sedan dess. Senaste missade passagen var 1941. Senare ofördelaktiga periheliepassager har observerats med hjälp av kraftfulla teleskop.
Det ljusstarkaste framträdandet var 1925 då kometen var närmast solen och närmast jorden vid nästan samma tidpunkt. Den nådde då magnitud +6,5.